# Tippu
Ekambaresh conocido artísticamente como Tippu (n. 1 de noviembre de 1978 en Tiruchirappalli, India), es un cantante de playback o de reproducción indio que ha interpretado canciones cantandas en canarés, tamil, malayalam y telugu. Está casado con Harini, también una cantante de reproducción. Tippu realizó sus estudios en la Escuela Secundaria Superior de San Juan ubicado en Alwarthirunagar. Él tiene dos hijos, una niña y un niño llamados Sai Smriti y Sai Prathyankar.